# بهاره‌سازی

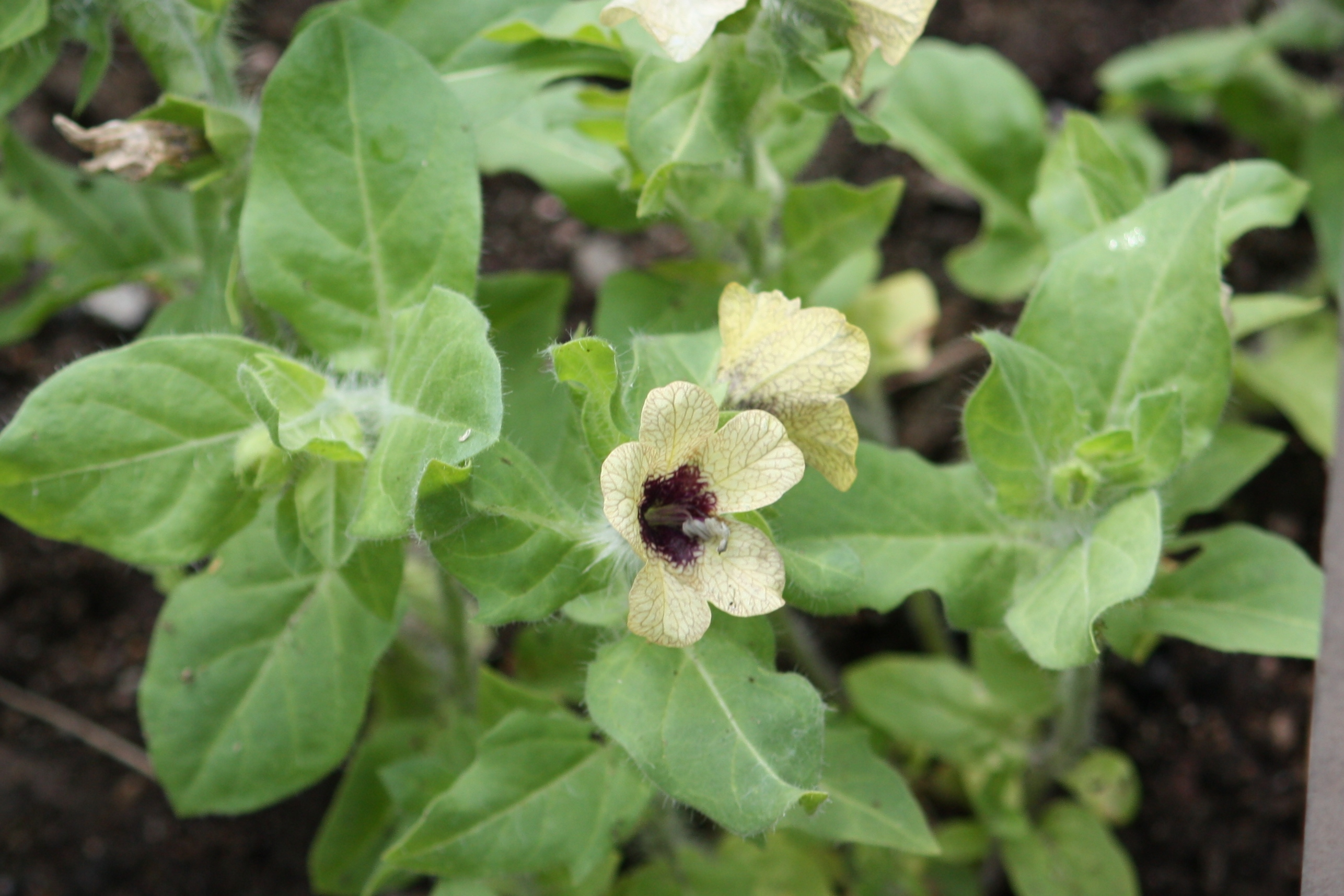
بسیاری از گونه‌های بنگ دانه قبل از گل دادن به بهاره سازی نیاز دارند.

بهاره‌سازی یعنی دستیابی به توانایی گل‌دهی در بهار با قرار گرفتن در برابر سرمای طولانی زمستان. کلمه Vernalization از کلمه لاتین Vernus به معنی «بهار» گرفته شده‌است.
بسیاری از گیاهان معتدل، دارای شرایطی برای بهاره‌سازی هستند و باید یک دوره سرمای زمستانی را برای آغاز یا تسریع فرایند گل‌دهی تجربه کنند. این گیاهان مانند بسیاری از انواع درخت‌های میوه، برای قطع شدن واقعیِ دورة غیرفعال بودن، پیش از گل‌دهی نیازمند این سرما هستند. بسیاری از انواع گیاه شامل برخی از اکوتیپ‌های «آرابیدوپسیس تالیانا» و غلات زمستانی مثل گندم باید یک دوره سرمای طولانی را قبل از گل‌دهی تجربه کنند. این دورة سرما، تحولات تولیدمثلی و تولید بذر را در زمان بهینه و مطلوب از نظر محیطی که معمولاً پس از زمستان ایجاد می‌شود، تضمین می‌کند. واحد اندازه‌گیری این دورهٔ سرمای مورد نیاز، معمولاً «ساعت خنکی» (chill hour) است.
پس از بهاره‌سازی، گیاهان دارای توانایی گل‌دهی خواهند بود، البته ممکن است نیازمند شرایط فصلی دیگر یا چند هفته رشد، قبل از گل‌دهی باشند. یکی از مهم‌ترین تأثیراتی که دما برگزار گل‌دهی دارد، واکنش بهاره‌سازی است. بهاره‌سازی یکی از هورمون‌های گیاه به نام فلوریژن را فعال می‌سازد که در برگ‌ها وجود دارد و در پایان دورة دمای پایین، گل‌دهی را تحریک می‌کند. برخی از انواع گیاهان بدون بهاره‌سازی، گل نمی‌دهند. بسیاری از گونه‌های دوساله (گیاهی که دو سال زنده است و در سال دوم گل و تخم می‌دهد) دارای یک دورة بهاره‌سازی هستند که می‌تواند از نظر زمان و دما متفاوت باشد. دمای عادی بهاره‌سازی بین ۵ و ۱۰ درجه سانتیگراد (۴۰ و ۵۰ درجه فارنهایت) است.
در گیاه تالیانا که بسیار مورد پژوهش قرار گرفته‌است، بخشینه بالایی باید برای بهبود گل‌دهی، بهاره‌سازی شود. ظاهراً بهاره‌سازی بخشینه، توانایی واکنش در برابر پیام‌های گل‌دهی مقدماتی را در بخشینه فعال می‌کند. در صورت فقدان چنین پیام‌هایی، بخشینه بهاره‌سازی شده می‌تواند تا ۳۰۰ روز این توانایی را در خود حفظ کند. همچنین می‌توان گیاه را پس از بهاره‌سازی با قرار دادن در معرض دماهای بالا، بهاره‌زدایی کرد.